# Dracophyllum ophioliticum
Dracophyllum ophioliticum är en ljungväxtart som beskrevs av Stephanus Venter. Dracophyllum ophioliticum ingår i släktet Dracophyllum och familjen ljungväxter. Inga underarter finns listade i Catalogue of Life.